# Karám (néprajz)

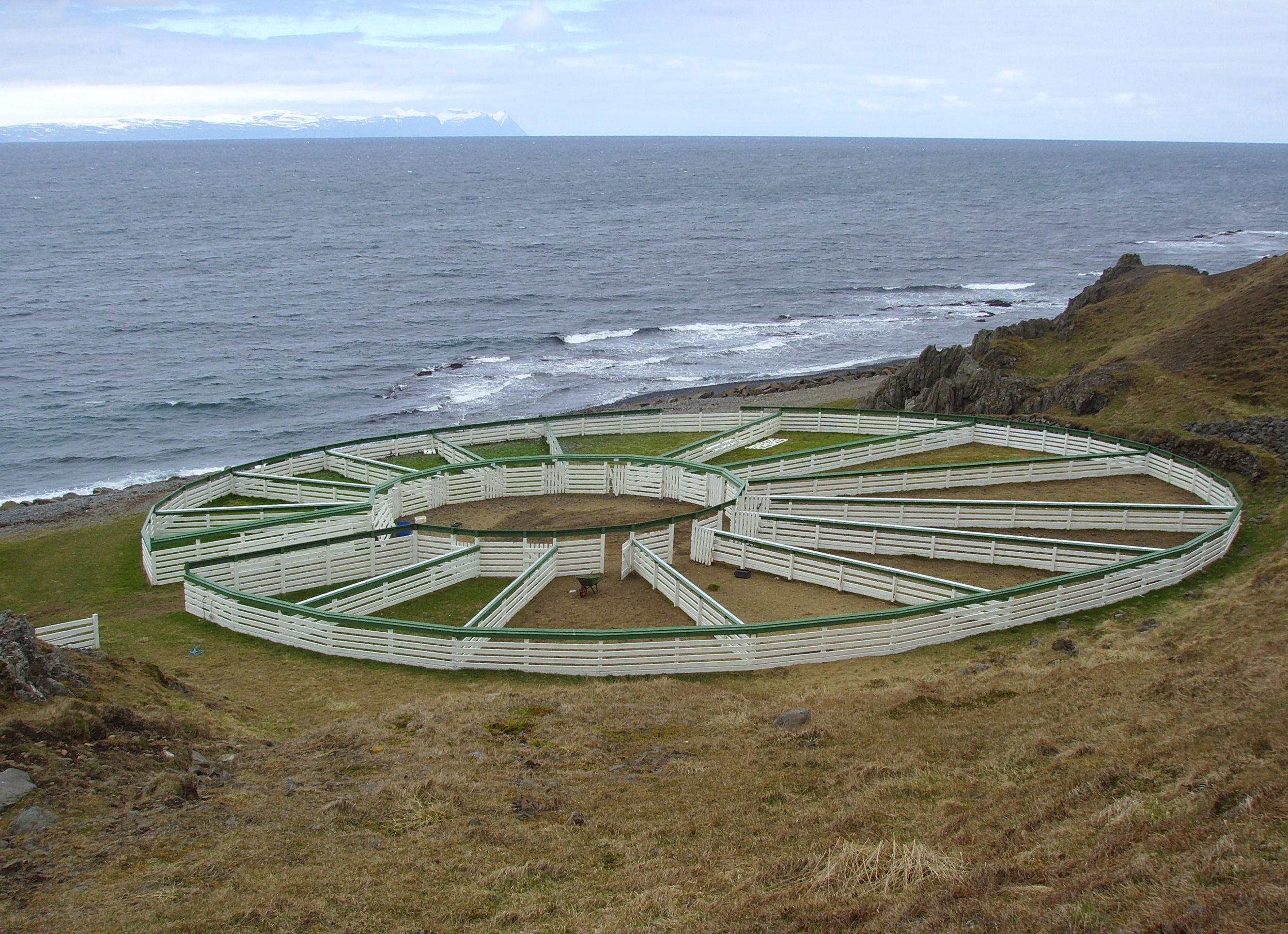
Juh karám Izlandon

A karám a magyar népi építészetben és a hagyományos állattartásban az állatállomány (sertés, juh, szarvasmarha, ló) egyben tartására, részben időjárás elleni védelmére szolgáló kezdetleges, csak falazatból álló, fedetlen építmény.

## Terminológia

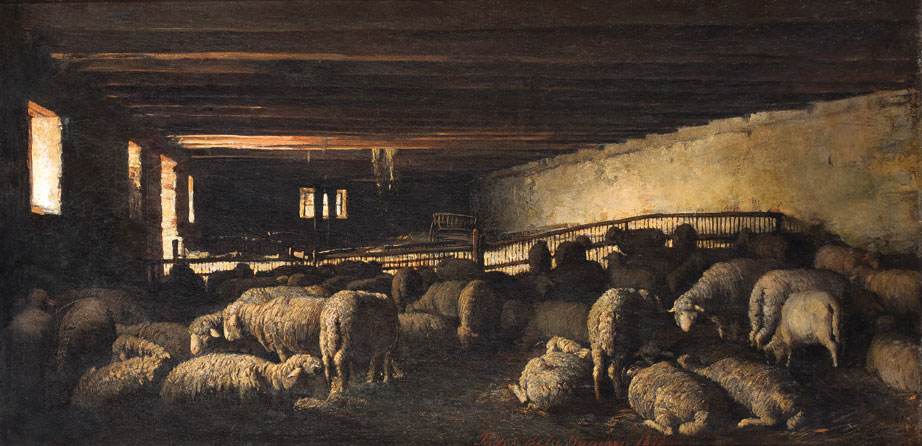
Birka-akol

A karám feltehetően török jövevényszó, s a honfoglalást megelőző nyelvi rétegbe tartozik. Erre utalhat a nyelvi analógiaként felhozható, ’állattartásra használt udvar’ jelentésű tatár koram szó.
Maga a karám (karán, karány, haráng) elnevezés csak az Alföldön ismert. Az azonos rendeltetésű és típusú építmény neve a Dunántúlon, a Kisalföldön és a Hajdúságban korlát (kollát), a Felvidéken és Erdélyben kosár. A farudakból összerótt karám elnevezése a magyar nyelvterület egészén akol (akal, okol), de ez megkülönböztetendő a néprajzi szakirodalomban akolként definiált építménytípustól.
A déli palóc vidékeken karám néven ismerik a baromfi- vagy disznóól elkerített kifutórészét is, a Tiszántúlon pedig a szárnyékot.

## Tipológia
A karám alaprajza általában négyszögletes, ritkábban előfordul kör, ovális vagy szabálytalan alakú változata is. Többnyire egyetlen teret zár közre, de ismertek a két- és háromfiókos karámok is, amelyek lehetővé tették az állomány életkor és ivar szerinti elkülönítését is.
A külterjes állattartásban hagyományosan összekorcolt nád- vagy vesszőfalazatból, esetleg sárral, trágyával, szalmával tapasztott gerendavázas falból állt. Ez utóbbi tartósabb és vastagabb falazatot igyekeztek enyhén befelé dönteni, hogy ne csak a szél, de részlegesen az eső és a hó ellen is enyhet adjon a jószágnak. A karámnak rendszerint egyetlen, jól elzárható bejárata volt, gyakran akkora, hogy egy szekér is beférhetett rajta. A szilajtartás visszaszorulásával, a 19. századtól a karám a nyári legelők építménye lett, így időjárás ellen óvó szerepe visszaszorult, és szerkezete leegyszerűsödött. Leggyakrabban földbe ásott oszlopokhoz, gerendákhoz erősített, megfelelő magasságú farudazatból, újabban fémkorlátokból áll. Nem csak legelőn építik fel, de megtalálható a tanyaudvarokon és a falvak portáin is. Fedele, kiegészítő építménye nincs, de jászol és itatóvályú minden esetben található a karámon belül, emellett az újabb keletű, rudas karámhoz helyenként szárnyékot is ragasztanak. Tetőszerkezet hiányában a karám helyét igyekeztek úgy megválasztani, hogy az egyben tartott nyájnak a közeli fák árnyékot adjanak. A 20. század második felétől a karámot villanypásztorral is körülkerítették.

## Elterjedés
A karám a Kárpát-medencei legeltető állattartás legáltalánosabb építménye. Először az Alföldön terjedt el a külterjes állattenyésztésben, de mint a nyári legelő rudakból összerótt alkalmatossága ismert a Felvidéken, a Dunántúlon és Erdélyben is.